# Pilaria nigropunctata
Pilaria nigropunctata är en tvåvingeart som först beskrevs av Agrell 1945.  Pilaria nigropunctata ingår i släktet Pilaria och familjen småharkrankar. Arten är reproducerande i Sverige. Inga underarter finns listade i Catalogue of Life.